# Dassault Ouragan
Dassault M.D.450 Ouragan (tiếng Pháp của từ Hurricane (cuồng phong) là một loại máy bay cường kích phản lực của Pháp được sản xuất vào cuối thập niên 1940. Trong khi kỹ thuật áp dụng trên loại máy bay này tầm thường, nhưng Ouragan lại đóng vai trò quyết định trong sự hồi sinh của ngành công nghiệp hàng không Pháp sau Chiến tranh Thế giới II.

## Thiết kế và phát triển
Do đất nước bị phát xít Đức chiếm đóng trong Chiến tranh thế giới II, nên người Pháp không có khả năng để đóng góp một cách đáng kể trong sự tiến bộ vĩ đại về thiết kế máy bay đã được thực hiện trong Chiến tranh Thế giới II. Sau chiến tranh, kỹ sư hàng không Marcel Dassault đã hăm hở tái thiết lại nền công nghiệp hàng không với một mẫu máy bay tiêm kích phản lực hoàn toàn do người Pháp thiết kế và chế tạo, thiết kế của mẫu máy bay này được phác thảo vào năm 1947. Chính phủ Pháp cũng đã hưởng ứng nhưng không mặn mà với kế hoạch phát triển, do đó hãng Dassault đã quyết định tự mình theo đuổi thiết kế và chế tạo mẫu máy bay mới.
Thiết kế chi tiết về mẫu máy bay mới, có tên gọi là M.D. (Marcel Dassault) 450, bắt đầu vào tháng 12-1947, và công việc chế tạo bắt đầu vào 7 tháng 4-1948 tại nhà máy của Dassault tại Saint-Cloud. Một hợp đồng với chính phủ Pháp về 3 nguyên mẫu đã được ký vào ngày 29 tháng 6-1948, và chiếc máy bay tiêm kích Ouragan đầu tiên đã bay vào ngày 28 tháng 2-1949, do phi công Constantin Rozanoff điều khiển. Nguyên mẫu M.D.450-01 thiếu thiết bị điều áp, vũ khí, và những thùng nhiên liệu đặc biệt ở đầu cánh. Nó trang bị một động cơ Rolls-Royce Nene 102 phản lực luồng khí ly tâm, lực đẩy 22.27 kN (2.270 kp/5.000 lbf), máy bay đạt vận tốc cực đại là 980 km/h (529 knots, 609 mph) và vận tốc leo lên ban đầu là 43 m/s (8.465 ft/min) trong những thử nghiệm hoạt động năm 1949. Nguyên mẫu thứ hai M.D.450-02 có thiết bị điều áp, vận tốc leo lên đạt 15.000 m (49.213 ft), trong khi nguyên mẫu thứ ba M.D.450-03 được thử nghiệm mang vũ khí với pháo 15 mm và sau đó là 30 mm.
Ouragan được thiết kế với nhiều điểm tương đồng với các mẫu máy bay tiêm kích của Mỹ trong giai đoạn này, nó có cách bố trí giống với Republic F-84 Thunderjet, trong khi cánh thẳng mỏng lại giống với Lockheed F-80 Shooting Star và F-84.
Vào tháng 7-1949, Không quân Pháp đã đặt mua 15 chiếc tiền sản xuất (sau đó giảm xuống còn 12 chiếc), những máy bay này dần dần được sử dụng để đánh giá các loại động cơ khác nhau (bao gồm cả SNECMA Atar), vũ khí trang bị, và tải trọng. Ngày 31 tháng 8-1950, Dassault nhận được đơn đặt hàng chế tạo 150 chiếc Ouragan, sau đó vài năm thêm khoảng 200 chiếc cũng đã được đặt chế tạo.

## Lịch sử hoạt động
Chiếc Ouragan thành phẩm bay vào ngày 5 tháng 12-1951. Loại máy bay này bắt đầu phục vụ trong Không quân Pháp năm 1952, thay thế cho loại De Havilland Vampire của Anh. 50 chiếc Ouragan đầu tiên được chế tạo với động cơ Nene 102 có tên gọi M.D.450A; những chiếc khác được trang bị với động cơ Nene 104B do Hispano-Suiza chế tạo có tên gọi M.D.450B, động cơ Nene 104B nhỏ hơn so với Nene 102 và có lực đẩy yếu hơn. Thùng nhiên liệu ở đầu cánh được gắn thêm như một tiêu chuẩn trong cả hai phiên bản.
Các phi công lái Ouragan đều nhận xét nó dễ điều khiển, các giá súng và tên lửa ổn định, dù thân máy bay ngắn, máy bay có xu hướng nghiêng về bên trái khi đang quay tròn trong vòng tròn kín. Tuy nhiên trong 2 năm, Ouragan đã biểu diễn thành công trong đội bay biểu diễn la Patrouille de France.
Trong không quân Pháp, Dassault Mystère IV đã hoàn toàn thay thế Ouragan năm 1961.

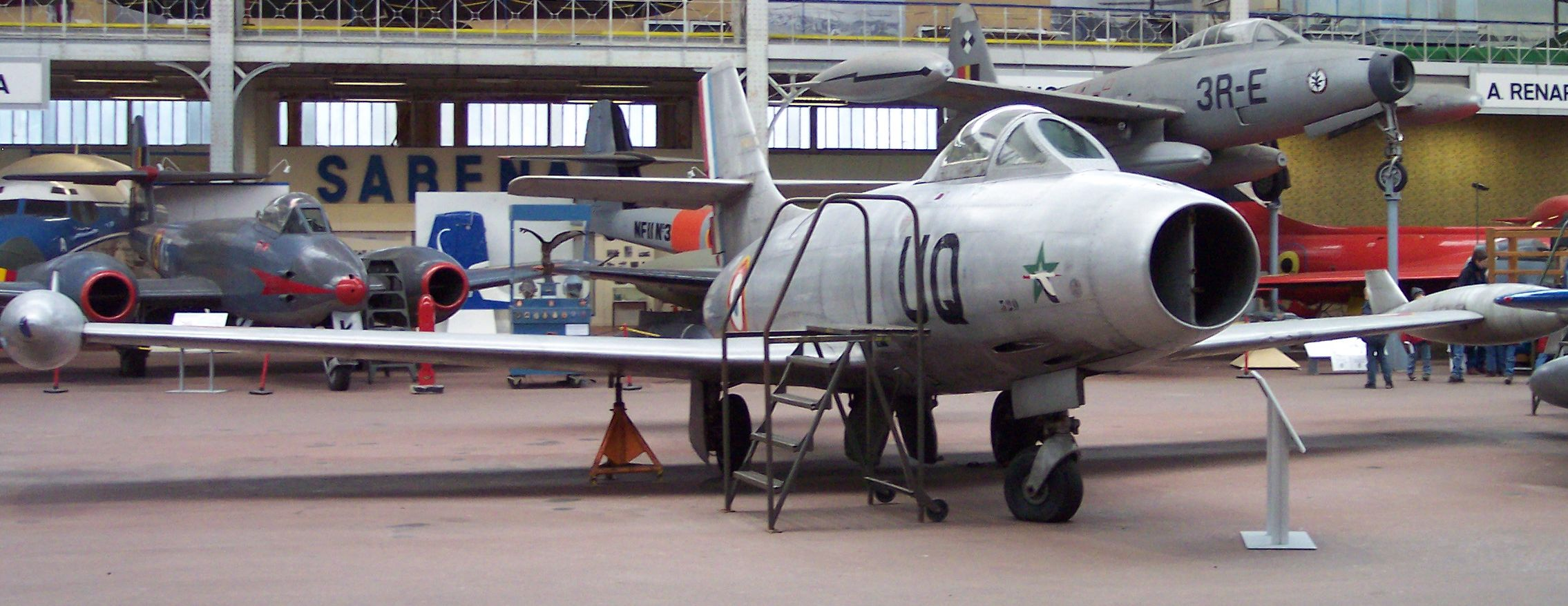
"Black Archers" Toofani (MD450 Ouragan) trưng bày tại Bảo tàng Không quân Ấn Độ, Palam, New Delhi

### Ấn Độ
Ngày 25 tháng 6-1953, Ấn Độ đã đặt mua 71 chiếc Ouragan với động cơ nâng cấp Nene 105, các đợt giao hàng hầu hết đều thực hiện trong năm 1953. Những đơn đặt hàng bổ sung đã nâng tổng số máy bay lên 104 chiếc, đầu tiên chỉ có 71 chiếc được chế tạo mới hoàn toàn. Ấn Độ đặt tên cho những chiếc Ouragan của mình là Toofani (Hindi: Hurricane). Giống như ở Pháp, ở Ấn Độ nhưng chiếc Ouragan đã bị thay thế ở các đơn vị tiền tuyến bằng loại Mystère IVA năm 1958. Những chiếc Toofani của Ấn Độ đã tham gia chiến đấu vào năm 1961, khi chúng thực hiện các cuộc không kích tấn công Diu vốn là thuộc địa của Bồ Đào Nha ở bờ biển phía Tây của Ấn Độ.

### Israel
Trái ngược với Pháp và Ấn Độ, Không quân Israel rất ưa thích Ouragan. Israel tìm kiếm các nhà cung cấp loại máy bay phản lực Gloster Meteor của Anh nhằm tăng cường lực lượng không quân của mình, ban đầu Israel tính toán nhằm mua Dassault Mystère IIC của Pháp và F-86 Sabre Mk.6 do Canada chế tạo. Vì những vấn đề phát triển với Mystère và một lệnh cấm vận của Canada đối với việc xuất khẩu Sabre, Israel đã đặt mua Mystère IVA, với một lô Ouragan dùng để lấp lỗ hổng trong lực lượng không quân. Năm 1955, không quân Israel đã có tối thiểu 75 chiếc, gồm có những chiếc mới sản xuất và những chiếc đã ngừng hoạt động trong không quân Pháp.
Những chiếc Ouragan của Israel tham chiến vào ngày 12 tháng 4-1956, và đã bắn hạ một chiếc Vampire của Ai Cập. Trong Cuộc khủng hoảng kênh Suez, trong một cuộc tấn công ngày 29 tháng 10-1956, Ouragan đã bắn hạ 4 chiếc Vampire khác. 2 tài liệu khác về cuộc chạm trán với máy bay tiêm kích Mikoyan-Gurevich MiG-15.
Những phi công Ai Cập được huấn luyện ít, thiếu kinh nghiệm nên không thể tạo lợi thế khi bay trên những chiếc MiG-15 tốc độ cao trước những chiếc Ouragan tốc độ thấp. Ngày 31 tháng 10, 2 chiếc Ouragan trang bị tên lửa đã oanh tạc tàu khu trục Ibrahim-el-Awal của Ai Cập (tàu HMS Mendip cũ), dẫn đến chiếc tàu đã bị người Israel bắt giữ.
Ouragan đã chuyển sang nhiệm vụ huấn luyện cao cấp không lâu sau Cuộc khủng hoảng Kênh Suez, dù chúng còn tham gia nhiều trận giao tranh nữa trong Chiến tranh Sáu ngày năm 1967. Năm 1975, Israel đã bán 18 chiếc Ouragan cho El Salvador, tại đó chúng vẫn tiếp tục hoạt động cho đến cuối thập niên 1980.

### El Salvador
Sau Chiến tranh Bóng đá năm 1969, El Salvador bắt đầu một dự định thúc đẩy hiện đại hóa lực lượng không quân của mình. Không có khả năng để mua những máy bay chiến đấu từ Mỹ do lệnh cấm vận quân sự, El Salvador đã mua những chiếc Ouragan dư thừa của Israel trên thị trường vũ khí quốc tế. Những chiếc máy bay này được Israel tân trang lại và chuyển giao cho El Salvador từ năm 1973 đế 1978.
Những chiếc Ouragan của El Salvador đã tham chiến rộng rãi trong Nội chiến Salvador giai đoạn 1982-1992. Ouragan thực hiện các nhiệm vụ tấn công chống lại lực lượng FMLN theo đường lối cộng sản, những chiếc Ouragan đóng tại sân bay Ilopango gần thủ đô của San Salvador. Vì El Salvador không phải là một quốc gia lớn và bán kính chiến đấu lớn không phải là vấn đề, nên những chiếc Ouragan thường bỏ đi những thùng nhiên liệu ở đầu cánh để giảm trọng lượng và mang được nhiều vũ khí hơn.
Trong một cuộc tấn công của lực lượng FMLN vào Ilopango năm 1982 đã phá hủy vài chiếc Ouragan và do đó đã thúc đẩy việc thay thế Ouragan bằng những chiếc Cessna A-37 Dragonfly của Mỹ, sau khi chính quyền Reagan dỡ bỏ lệnh cấm vận vũ khí. Những chiếc Ouragan còn lại hoạt động trong vài năm nữa, nhưng tất cả đều ngừng hoạt động sau khi chiến tranh kết thúc.
Ít nhất còn một chiếc Ouragan của El Salvador vẫn còn tồn tại, nó hiện đang trưng bày tại Ilopango.

## Các phiên bản
M.D.450A
50 chiếc sản xuất đầu tiên, động cơ Nene 102.
M.D.450B
Hispano-Suiza chế tạo động cơ dựa trên Nene 104B, sửa lại một số chi tiết.
M.D.450R
Phiên bản trinh sát, 1 chiếc.
M.D.450-30L
Nguyên mẫu tiền sản xuất trang bị động cơ SNECMA Atar 101b, khe hút khí ở bên thân, và 2 khẩu pháo 30 mm DEFA.
Barougan
4 chiếc sửa đổi để hoạt động trong điều kiện tồi, với bộ phận hạ cánh chính có 2 bánh áp suất thấp rút lại được trong một bộ phận phụ ở dưới gốc cánh, và một dù hãm. Cấu hình được sự định dùng cho các đơn vị ở Algérie, và có biệt danh do người Arab đặt là "baroud," nghĩa là "chiến đấu". Chuyến bay đầu tiên vào ngày 24 tháng 2-1954. Dù có hiệu suất tốt, dự án đã bị bỏ rơi vào năm 1958 sau khi 2 chiếc đã chuyển đổi quay trở lại tiêu chuẩn của Ouragan.

## Survivors
Một số chiếc MD.450 Ouragan đang được bảo quản tại Pháp bao gồm những chiếc số #251 và #450/"4-US", trong bộ sưu tập máy bay phản lực tại lâu đài Savigny-lès-Beaune. Bảo tàng Musee de l'Air et de l'Espace tại Sân bay Le Bourget có chiếc số #154/ "4-LT". chiếc Ouragan số #214/"UG," trước đây được bảo quản trong kho, hiện đang trưng bày tại "Patrouille de France" ở "Musée Européen de l'Aviation de Chasse," Montélimar. Chiếc Ouragan "113," của không quân Israel, chiếc máy bay còn sống sót sau trong chiến tranh kênh Suez 1956 và Chiến tranh Sáu ngày 1967, hiện đang trưng bày ngoài trời tại Bảo tàng Không quân Israel. Một chiếc MD.450 Ouragan (Toofani), "IC 554," đang trưng bày tại Bảo tàng không quân Ấn Độ, Palam, New Delhi.

## Các quốc gia sử dụng
Ấn Độ
- Không quân Ấn Độ

 El Salvador
- Không quân El Salvador

 Pháp
- Không quân Pháp

 Israel
- Không quân Israel

## Thông số kỹ thuật (M.D.450B)

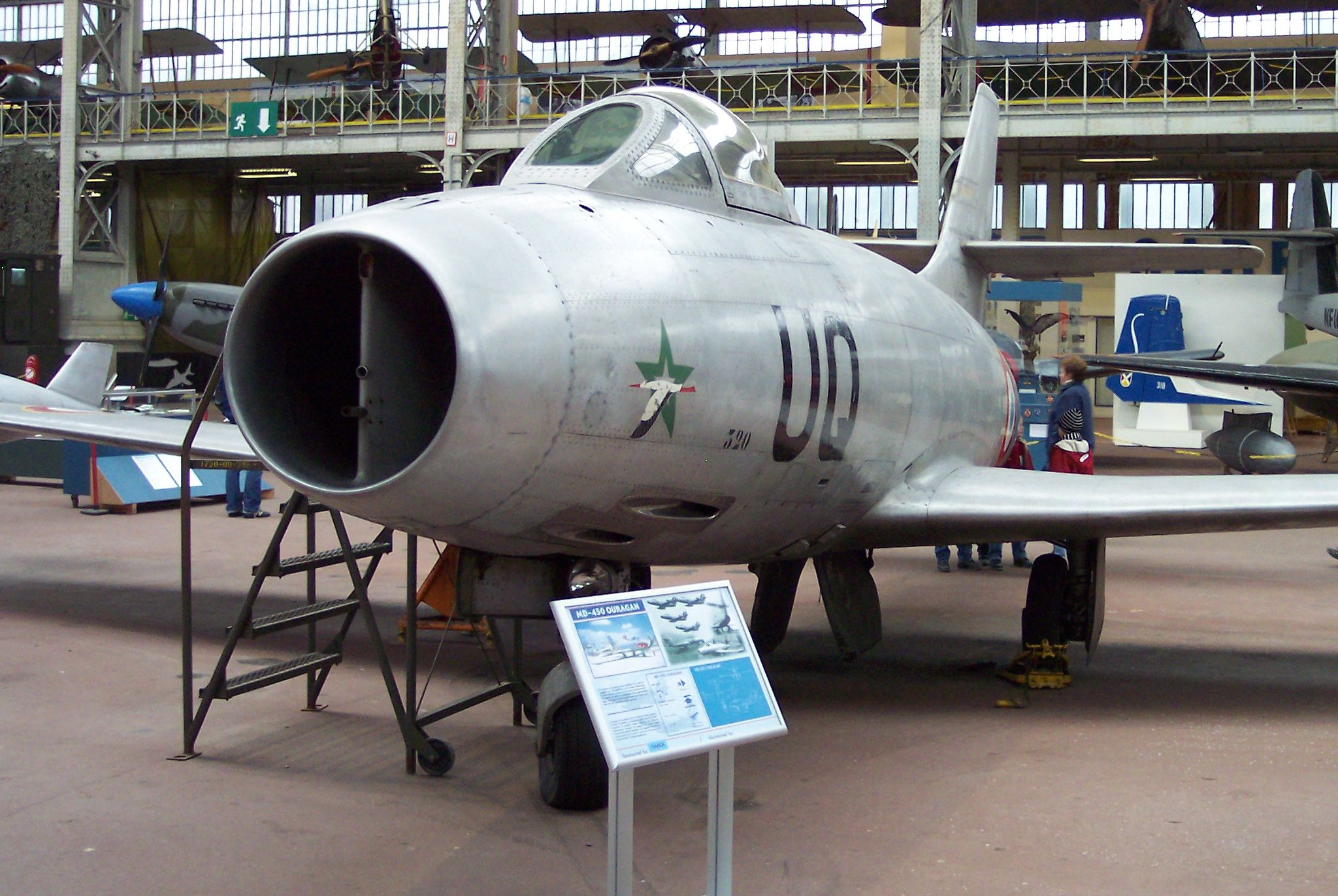
Dassault MD 450 Ouragan

Dữ liệu  và 

### Đặc điểm riêng
- Phi đoàn: 1
- Chiều dài: 10.73 m (35 ft 2 in)
- Sải cánh: 13.16 m (43 ft 2 in)
- Chiều cao: 4.14 m (13 ft 7 in)
- Diện tích cánh: 23.8 m² (256.2 ft²)
- Trọng lượng rỗng: 4 142 kg (9.132 lb)
- Trọng lượng cất cánh: 7 404 kg (16.323 lb)
- Trọng lượng cất cánh tối đa: 7 900 kg (17.416 lb)
- Động cơ: 1× động cơ phản lực nén ly tâm Rolls-Royce Nene 104B, 22.2 kN (4.990 lbf)

### Hiệu suất bay
- Vận tốc cực đại: 940 km/h (508 knots, 584 mph) (Mach 0.76)
- Vận tốc hành trình: 750 km/h (405 knots, 465 mph)
- Bán kính chiến đấu: 450 km (245 nm, 280 mi)
- Tầm bay tuần tiễu: 920 km (500 nm, 570 mi)
- Trần bay: 13 000 m (42.650 ft)
- Vận tốc lên cao: 38 m/s (7.480 ft/min)
- Lực nâng của cánh: n/a
- Lực đẩy/trọng lượng: n/a

### Vũ khí
- 4x pháo 20 mm Hispano-Suiza HS.404, 125 viên mỗi khẩu
- Giá treo dưới cánh cho 16x tên lửa 105 mm (4.1 in) Brandt T-10 hoặc 8 tên lửa và 2x thùng napalm 458 l (121 US gal) hoặc 2x quả bom 454 kg (1.000 lb)

### Máy bay có cùng sự phát triển
- Dassault Mystère

### Máy bay có tính năng tương đương
- Mikoyan-Gurevich MiG-9
- F-80 Shooting Star
- F-84 Thunderjet
- de Havilland Venom
- Saab 29 Tunnan

### Trình tự tiếp theo
MD.450 - MD.452 - MD.453 - MD.454